# Mordellistena menoko
Mordellistena menoko es una especie de coleóptero de la familia Mordellidae.

## Distribución geográfica
Habita en el Japón.